# Hîrine, Bilopillea
Hîrine (în ucraineană Гиріне) este un sat în comuna Hurînivka din raionul Bilopillea, regiunea Sumî, Ucraina.

## Demografie
Componența lingvistică a localității Hîrine
     Ucraineană (87,93%)
     Rusă (12,07%)
Conform recensământului din 2001, majoritatea populației localității Hîrine era vorbitoare de ucraineană (87,93%), existând în minoritate și vorbitori de rusă (12,07%).